# Liste de planètes mineures nommées d'après une rivière
Ceci est une liste (incomplète) de planètes mineures nommées d'après une rivière, triée par continent.

## Asie
- (1089) Tama (Tama-gawa, fleuve traversant Tokyo)
- (1090) Sumida (Sumida-gawa, fleuve traversant Tokyo)
- (16563) Ob (Ob, fleuve de Russie)

## Europe
- (1149) Volga (Volga, fleuve de Russie)
- (1381) Danubia (Danube, 2° fleuve d'Europe)
- (1488) Aura (Aura, fleuve finlandais)
- (2081) Sázava (Sázava, sous-affluent de l'Elbe)
- (2123) Vltava (Vltava, rivière tchèque)
- (2321) Lužnice (Lužnice, rivière tchèque)
- (2390) Nežárka (Nežárka, rivière tchèque)
- (4405) Otava (Otava, rivière tchèque)
- (4698) Jizera (Jizera, rivière tchèque)
- (4702) Berounka (Berounka, rivière tchèque)
- (4801) Ohře (Ohře, rivière tchèque)
- (7669) Malše (Malše, rivière tchèque et autrichienne)
- (13121) Tisza (Tisza, rivière d'Europe centrale, affluent du Danube)
- (21290) Vydra (Vydra, rivière tchèque)

## Amérique du Nord
- (1345) Potomac (Potomac, fleuve de l'Est des États-Unis)

## Amérique du Sud et centrale
- (1042) Amazone (Amazone, plus grand fleuve du monde)